# Paracapnia opis
Paracapnia opis is een steenvlieg uit de familie Capniidae. De wetenschappelijke naam van de soort is voor het eerst geldig gepubliceerd in 1839 door Newman.